# Miltochrista prominens
Miltochrista prominens är en fjärilsart som beskrevs av Moore 1878. Miltochrista prominens ingår i släktet Miltochrista och familjen björnspinnare. Inga underarter finns listade i Catalogue of Life.